# Naktneit
Naktneit je bila egipatska kraljica 1. dinastije, o kojoj se ne zna skoro ništa, osim da je bila žena drugog faraona 1. dinastije - Džera, te je nosila naslove "Ona koja nosi Horusa" i "Velika od hetes-žezla". Njezino ime sadrži ime božice rata Neit, a spomenuto je u Umm el-Qa'abu na steli, gdje je i pokopana.